# Списак градоначелника Крагујевца

## Председници Општине Крагујевац 1920-1992.
- Војислав Калановић (1920–1933)
- Алекса Обрадовић (1933–1935)
- Каменко Божић (1935–1938)
- Драгомир Симовић (1938–1939)
- Милош Стевовић (1939–1940)
- Милутин Марковић (1944–1947)
- Милорад Митровић (1947–1949)
- Сретен Николић (1949–1950)
- Момир Марковић (1950-1955)
- Момчило Петровић (1955-1957)
- Благоје Којадиновић (1957-1963)
- Обрен Стојановић (1963-1967)
- Милан Ђоковић (1967-1972)
- Боривоје Петровић (1972-1981)
- Милутин Милојевић (1981-1984)
- Каменко Сретеновић (1984-1988)
- Предраг Галовић (1988-1989)
- Србољуб Васовић (1989-1992)

## Градоначелници Крагујевца од 1992.
- Живорад Нешић (1992-1996)
- Верољуб Стевановић (1996-2000)
- Влатко Рајковић (2000-2004)
- Верољуб Стевановић (2004-2014)
- Радомир Николић (2014-2020)
- Никола Дашић (2020- )